# Surrey South Eastern Combination
De Surrey South Eastern Combination is een Engelse regionale voetbalcompetitie uit Surrey, maar heeft ook clubs uit Middlesex en Londen. De league bevindt zich op het 11de niveau in de Engelse voetbalpiramide. De kampioen kan promoveren naar de Combined Counties Football League. Momenteel zijn er 2 divisies en 4 divisies voor jeugd elftallen.